# Luis Fernando Bohórquez
Luis Fernando Bohórquez (Bogotà, 21 novembre 1966) è un attore colombiano.

## Carriera
Nato a Bogotà, studiò alla scuola d'arte drammatica e cominciò a lavorare come attore recitando delle piccole parti in alcune pellicole come Colpo di stadio. In seguito ottenne notorietà prendendo parte con ruoli di primo piano ad alcune telenovelas come Historias de hombres sólo para mujeres e La saga, negocio de familia.
Nel frattempo ottenne anche alcuni ruoli in pellicole cinematografiche, fra cui quello del personaggio principale di Buscando a Miguel. Nel 2011 fu il protagonista maschile del film horror Wake Up and Die e successivamente lavorò in alcune serie televisive.
Oltre al lavoro di attore, Bohórquez si dedica anche all'attività di scultore.

## Filmografia

### Cinema
- Colpo di stadio, regia di Sergio Cabrera (1998)
- En mi reloj siempre son las 5 y 15, regia di María Amaral (2000)
- Colombianos, un acto de fe, regia di Carlos Fernández de Soto (2004)
- Les gens honnêtes vivent en France, regia di Bob Decout (2004)
- Buscando a Miguel, regia di Juan Fischer (2007)
- Wake Up and Die, regia di Miguel Urrutia (2011)
- Lecciones para un beso, regia di Juan Pablo Bustamante (2011)

### Televisione
- Solo una mujer (1995)
- La dama del pantano (1999)
- Heroes de turno (2000)
- Historias de hombres sólo para mujeres (2001)
- La saga, negocio de familia (2004)
- Amores de mercado (2006)
- El Zorro, la espada y la rosa (2007)
- Pocholo (2007)
- La traición (2008)
- Sin senos no hay paraíso (2008)
- Verano en Venecia (2009)
- La diosa coronada (2010)
- Operazione Jaque (Operación Jaque) (2010)
- Bella calamidades (2010)
- La mariposa (2011)
- Kdabra (2011)
- Lynch (2012)
- Le leggi del cuore (2016)